# François Gédigier
François Gédigier (Parigi, 1957) è un montatore francese.
Ha montato tutti i film di Patrice Chéreau a partire da La regina Margot (1994).

## Biografia
Secondo dei due figli di un rappresentante del settore dell'abbigliamento e di una segretaria, Gédigier abbandona gli studi a 17 anni per «recitare, fare d'assistente e dare una mano con le luci» in un teatro nei pressi di Montparnasse. Si avvicina poi al cinema recitando nei cortometraggi di un amico che studiava all'INSAS, la scuola nazionale belga di cinema.
Il suo primo lavoro è quello di apprendista montatore del film Diva (1981), rivelatosi poi un cult di molta importanza per il cinema francese di quel decennio. Gédigier ricorderà così la sua esperienza in cabina di montaggio: «Beineix era pieno d'energia nervosa, era il suo primo film [...] tutta l'équipe era giovane e fresca [...] non capivo granché di montaggio, ma avrei fatto qualunque cosa per il film con lo stesso piacere, compreso andare alla ricerca di zucche per tutta Parigi perché Beineix aveva letto che Hitchcock le usava per ricreare il suono di un accoltellamento». Grazie alla montatrice di Diva Marie-Josèphe Yoyotte, Gédigier trova lavoro alla Gaumont come apprendista di Albert Jurgenson al montaggio dei film La capra e La vita è un romanzo, un fatto che lo formerà come montatore.
Ispirato da un altro suo mentore, Yann Dedet, comincia a lavorare da solo come montatore del suono, tra cui nel Mahābhārata di Peter Brook. Montando nei weekend liberi i cortometraggi di Pascale Ferran, Gédigier coglie l'opportunità di montare il suo primo lungometraggio, La Vie des morts d'Arnaud Desplechin, compagno di corso della Ferran all'IDHEC, un'esperienza che ricorderà come: «un vero piacere: niente pressione, niente soldi e imparai tantissimo». Il successo di quest'ultimo lo orienta definitivamente verso il montaggio cinematografico e spinge Desplechin a volerlo di nuovo l'anno seguente per La Sentinelle. La prima chiamata da parte di un regista "importante" è di Patrice Chéreau per il film TV teatrale Le Temps et la Chambre (1992), per il quale imparerà a montare con AVID.
Di Chéreau monterà anche il seguente La regina Margot (1994): «fui molto sorpreso nel sentirmi offrire un film così costoso e importante, avendo io montato giusto due lungometraggi», dichiarerà Gédigier. Per il film, riceverà nel 1995 la prima delle sue tre candidature al Premio César per il miglior montaggio. Ormai lanciato, lavora tra gli anni novanta e duemila con registi-simbolo del cinema d'autore francese di quel periodo come Desplechin, Mathieu Amalric e Noémie Lvovsky, mentre continua il proprio sodalizio con Chéreau, di cui monterà tutti i lungometraggi fino alla sua morte, avvenuta nel 2013. Grazie a Humbert Balsan, nel 1999 viene chiamato per lavorare a Dancer in the Dark di Lars von Trier, le cui scene musical si sono dimostrate particolarmente impegnative da montare, in quanto girate con 100 videocamere digitali simultaneamente.
È sposato con la scrittrice Marie Desplechin.

## Filmografia

### Cinema
- Un dîner avec Monsieur Boy et la femme qui aime Jésus, regia di Pascale Ferran – cortometraggio (1989)
- Le Baiser, regia di Pascale Ferran – cortometraggio (1990)
- Embrasse-moi, regia di Noémie Lvovsky – cortometraggio (1990)
- La Vie des morts, regia di Arnaud Desplechin (1991)
- La Sentinelle, regia di Arnaud Desplechin (1992)
- La regina Margot (La Reine Margot), regia di Patrice Chéreau (1994)
- Comment je me suis disputé... (ma vie sexuelle), regia di Arnaud Desplechin (1996)
- Clubbed to Death (Lola), regia di Yolande Zauberman (1996)
- Mange ta soupe, regia di Mathieu Amalric (1997)
- Ceux qui m'aiment prendront le train, regia di Patrice Chéreau (1998)
- Rien à dire, regia di Vincent Pérez – cortometraggio (1999)
- Rembrandt, regia di Charles Matton (1999)
- Dancer in the Dark, regia di Lars von Trier (2000)
- Intimacy - Nell'intimità (Intimacy), regia di Patrice Chéreau (2001)
- Lo stadio di Wimbledon (Le Stade de Wimbledon), regia di Mathieu Amalric (2001)
- Une femme de ménage, regia di Claude Berri (2002)
- Son frère, regia di Patrice Chéreau (2003)
- I sentimenti (Les Sentiments), regia di Noémie Lvovsky (2003)
- Così fan tutti (Comme une image), regia di Agnès Jaoui (2004)
- Michael Blanco, regia di Stephan Streker (2004)
- L'un reste, l'autre part, regia di Claude Berri (2004)
- Gabrielle, regia di Patrice Chéreau (2005)
- La voltapagine (La Tourneuse de pages), regia di Denis Dercourt (2006)
- Semplicemente insieme (Ensemble, c'est tout), regia di Claude Berri (2007)
- Cinéma d'été, episodio di Chacun son cinéma - A ciascuno il suo cinema (Chacun son cinéma ou Ce petit coup au cœur quand la lumière s'éteint et que le film commence), regia di Raymond Depardon (2007)
- Meduse (Meduzot), regia di Etgar Keret e Shira Geffen (2007)
- Notre univers impitoyable, regia di Léa Fazer (2008)
- Home, regia di Ursula Meier (2008)
- Parlez-moi de la pluie, regia di Agnès Jaoui (2008)
- Lignes de front, regia di Jean-Christophe Klotz (2009)
- Persécution, regia di Patrice Chéreau (2009)
- Trésor, regia di Claude Berri e François Dupeyron (2008)
- L'albero (The Tree), regia di Julie Bertuccelli (2010)
- Il monaco (Le Moine), regia di Dominik Moll (2011)
- On the Road, regia di Walter Salles (2012)
- Passion, regia di Brian De Palma (2012)
- Yves Saint Laurent, regia di Jalil Lespert (2014)
- La camera azzurra (La Chambre bleue), regia di Mathieu Amalric (2014)
- All'ombra delle donne (L'Ombre des femmes), regia di Philippe Garrel (2015)
- La Vie très privée de Monsieur Sim, regia di Michel Leclerc (2015)
- Lettere da Berlino (Alone in Berlin), regia di Vincent Pérez (2016)
- Barbara, regia di Mathieu Amalric (2017)
- L'amant d'un jour, regia di Philippe Garrel (2017)
- Vision, regia di Naomi Kawase (2018)
- Deslembro, regia di Flavia Castro (2018)
- Tutti i ricordi di Claire (La Dernière Folie de Claire Darling), regia di Julie Bertuccelli (2018)
- Synonymes, regia di Nadav Lapid (2019)
- Le Sel des larmes, regia di Philippe Garrel (2020)
- Une jeune fille qui va bien, regia di Sandrine Kiberlain (2021)
- Stringimi forte (Serre moi fort), regia di Mathieu Amalric (2021)
- La lista di Stalin (Kapitan Volkonogov bežal), regia di Natal'ja Merkulova e Aleksej Čupov (2021)

### Televisione
- Le Temps et la Chambre, regia di Patrice Chéreau – film TV (1992)
- L'Agent immobilier, regia di Etgar Keret e Shira Geffen – miniserie TV (2019-2020)
- No Man's Land – serie TV, episodio 1x01 (2020)
- Irma Vep - La vita imita l'arte (Irma Vep) – miniserie TV, 2 puntate (2022)
- Monsieur Spade – miniserie TV, 6 puntate (2024)

## Riconoscimenti
- Premio César
  - 1995 - Candidatura al miglior montaggio per La regina Margot
  - 1999 - Candidatura al miglior montaggio per Ceux qui m'aiment prendront le train
  - 2018 - Candidatura al miglior montaggio per Barbara
- Premio Robert
  - 2001 - Miglior montaggio per Dancer in the Dark
- Premio Nika
  - 2022 - Candidatura al miglior montaggio per Kapitan Volkonogov bežal